# The New Cactus Lexicon
The New Cactus Lexicon är ett lexikon innehållande alla nu kända kaktusar och gavs ut 2006. Det består av två delar, varav del två enbart innehåller fotografier och illustrationer; 2500 närmare bestämt. Textinnehållet är sammansatt med hjälp av en kommitté bestående av David Richard Hunt, Nigel Taylor och Graham Charles tillsammans med 130 andra bidragsgivare. Alla förberedelser har noga granskats av International Cactaceae Systematics Group (ICSG). ISBN 0-9538134-4-4